# 四宮荘
四宮荘（しのみやのしょう）は、信濃国更級郡四宮地区（現在の長野県長野市篠ノ井地区から千曲市更埴地区）にあった荘園。千曲川を渡る津があったとされる。

## 概要

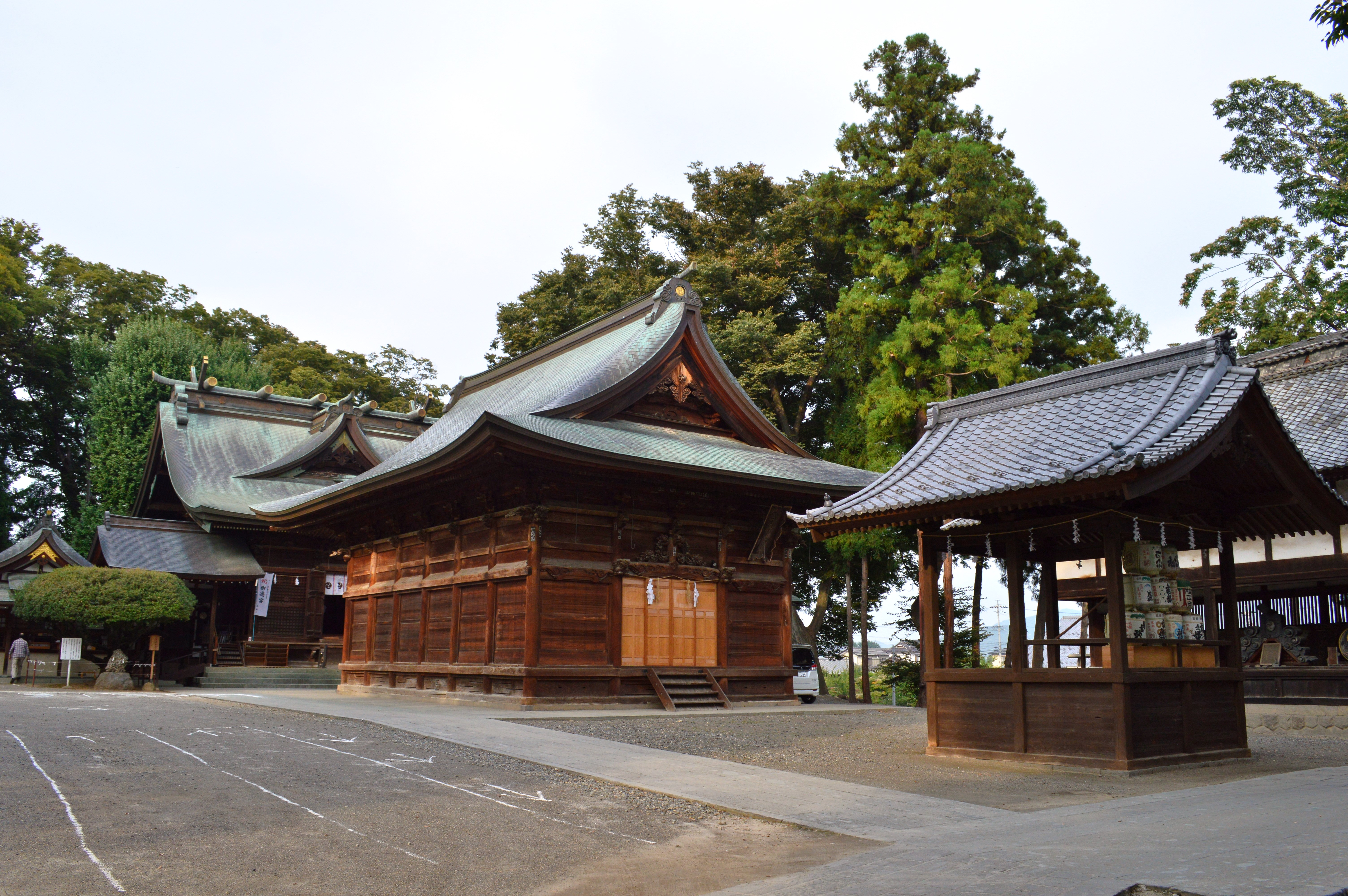
武水別神社

荘名は信濃国四宮の武水別神社の鎮座に由来し同社神官家四宮氏の社里であったことからとの説がある。北は聖川を境に石河荘（仁和寺領）、南は小谷荘（石清水八幡領）に接する。『吾妻鏡』文治2年3月12日（1186年4月3日）条に後白河法皇から源頼朝に示された「関東御知行国々内乃具未済庄々注文」では荘内が北条、南条に分けられ、ともに仁和寺領。『吾妻鏡』同4年（1188年）2月2日条には、篠宮神社とあり地頭が年貢や領家得文を未納し、仁和寺が鎌倉幕府に訴えている。のちに仁和寺北院領として証性上人、証恵上人が安堵している。建治2年（1275年）当時から四宮左衛門跡の一族が御家人として存続。また勅旨田があり、永仁6年（1298年）8月2日の仁和寺宮令旨では、「北院領四宮勅旨」を高山寺領として安堵しており、延慶3年（1310年）6月16日、伏見上皇は院宣によって安堵している。鎌倉時代末期には北条顕時が地頭を務めていた。
建武2年（1335年）の中先代の乱では諏訪神党の保科氏、関屋氏（皆神山出速雄神社神官家を世襲）が武水別神社神官家の四宮左衛門太郎（四宮荘）と共に船山守護所（千曲市小船山）を襲撃（青沼合戦）し、北条残党として建武政権に反乱を起こして小笠原貞宗に鎮圧された。これにより保科氏は高遠に落ち延び、隆盛時には地頭と郡司をも兼ねたと云われる四宮氏は社里を焼かれ滅びたと伝わる。同年11月9日には足利尊氏により荘内北条地頭職が諏訪円忠（頼貞）に渡付され、天龍寺に寄進された。貞和2年（1346）の諏訪円忠四宮荘在家注進状によれば、荘内北条は在家35宇のうち、定在家が25宇が、免在家が10宇、定田41町9段のうち、免田が28町5段で、100貫文を領家仁和寺に、300貫文を天龍寺に年貢が割り当てられている。北条は長谷寺の参道以北、南条は佐野川以北の稲荷山、桑原方面と推定される。守護小笠原貞宗の命で赤沢氏（常興）が地頭となる。大塔合戦（応永7年1400年）の際は塩崎城に籠ったため戦場にもなった。敗戦の小笠原長秀が大井氏の仲介を得て逃亡後は村上満信の支配下で赤沢氏は残留。しかし永享の乱（永享10年1438年）に乗じた守護小笠原政康は村上頼清を排して入り南条には赤沢対馬守（後に桑原対馬と呼ばれる）を入れ小坂城を築かせる。桑原氏は漆田原の戦い（文安3年1446年）等の小笠原宗家相続の騒乱に乗じて赤沢氏を圧迫して塩崎城に入り塩崎氏を名乗る。武田氏侵攻の頃は村上義清の支配下にあったが天文22年（1553年）塩崎氏は千曲川対岸の屋代氏、雨宮氏らと共に真田幸隆の調略に応じ武田氏に臣従。天正12年（1584年）上杉景勝が稲荷山に築城の際松田氏に八幡神領（小谷荘）の管理を命じている。
嘉暦4年（1329年）には諏訪大社の造営を負担し、以後複数回にわたって上社の神役を勤仕し（『諏訪御符礼之古書』）、天正6年（1578年）の造営清書帳では「四宮之郷」と記されている。